# Olivo Krause
Olivo Vilhelm Eduard Oscar Krause, plus connu sous le nom Olivo Krause, est un hautboïste et compositeur danois né le 2 juillet 1857 à Copenhague et mort le 20 juillet 1927 dans la même ville.

## Biographie

### Formation
Olivo Krause a étudié la musique auprès du pianiste norvégien Edmund Neupert et de la pianiste danoise Agnes Adler.

### Carrière
En 1882, à l'âge de 25 ans, il devient membre de l'Orchestre royal du Danemark, dont il devient premier soliste en 1893. En parallèle, il est également soliste au Festival de Bayreuth en Allemagne. 
Parmi ses compositions figurent l'opéra Popoff (1912), Sonate pour violon et piano ainsi que des mélodies et des partitions pour piano. C'est pour Olivo Krause que Carl Nielsen a écrit les deux œuvres pour hautbois et piano intitulées Fantaisies pour hautbois et piano (1890).
À partir de 1918, Krause enseigne le piano à l'Académie royale danoise de musique à plusieurs élèves, dont Victor Borge.

### Vie privée
Marié à Helga Nathalie Neubert, le couple a une fille, Nathalie Krause (1884–1953), actrice danoise qui a joué dans plusieurs films.